# I liga polska w rugby (2005/2006)
I liga polska w rugby (2005/2006) – pięćdziesiąty sezon najwyższej klasy ligowych rozgrywek klubowych rugby union w Polsce. Tytuł mistrza Polski zdobyli Blachy Pruszyński Budowlani Łódź, którzy w finale rozgrywek pokonali Folc AZS Warszawa. Trzecie miejsce zajęła Posnania Poznań.

## System rozgrywek
Rozgrywki toczono systemem jesień – wiosna, w dwóch fazach. W pierwszej fazie wszystkie drużyny rozgrywały mecze każdy z każdym, mecz i rewanż. Druga faza obejmowała dwa mecze decydujące o medalach i brały w niej udział cztery najlepsze drużyny pierwszej fazy: pierwsza z drugą grała finał ligi, którego stawką było mistrzostwo Polski, a trzecia z czwartą mecz o trzecie miejsce. Oba spotkania drugiej fazy odbywały się na boiskach drużyn wyżej sklasyfikowanych w tabeli podsumowującej rozgrywki pierwszej fazy. Rozgrywki trwały od 20 sierpnia 2005 do 24 czerwca 2006.

## Uczestnicy rozgrywek
W rozgrywkach wzięło udział osiem najlepszych drużyn I ligi z poprzedniego sezonu: Arka Gdynia, Blachy Pruszyński Budowlani Łódź, Posnania Poznań, Lechia Gdańsk, Orkan Sochaczew, Budowlani Lublin, Folc AZS Warszawa i Ogniwo Sopot, oraz dwie najlepsze drużyny II ligi z poprzedniego sezonu: Pogoń Siedlce i Juvenia Kraków.

## Przebieg rozgrywek

### Pierwsza faza
Wyniki spotkań:
|                                  | Arka Gdynia | Blachy Pruszyński Budowlani Łódź | Budowlani Lublin | Folc AZS Warszawa | Juvenia Kraków | Lechia Gdańsk | Ogniwo Sopot | Orkan Sochaczew | Pogoń Siedlce | Posnania Poznań |
| Arka Gdynia                      | —           | 0:5                              | 53:18            | 16:15             | 60:6           | 11:10         | 23:7         | 61:0            | 61:8          | 23:13           |
| Blachy Pruszyński Budowlani Łódź | 22:9        | —                                | 88:7             | 20:32             | 40:5           | 39:10         | 62:0         | 55:6            | 48:7          | 38:15           |
| Budowlani Lublin                 | 3:40        | 6:15                             | —                | 17:37             | 16:11          | 13:19         | 41:15        | 10:20           | 20:10         | 7:65            |
| Folc AZS Warszawa                | 26:25       | 5:5                              | 25:3             | —                 | 46:5           | 29:12         | 59:8         | 81:0            | 85:0          | 23:17           |
| Juvenia Kraków                   | 30:27       | 10:53                            | 23:19            | 24:30             | —              | 20:33         | 27:12        | 18:25           | 13:10         | 20:32           |
| Lechia Gdańsk                    | 10:22       | 15:39                            | 58:0             | 31:17             | 67:14          | —             | 50:0         | 30:0            | 34:0          | 16:22           |
| Ogniwo Sopot                     | 7:28        | 3:38                             | 23:10            | 7:41              | 14:17          | 20:15         | —            | 15:12           | 57:17         | 19:47           |
| Orkan Sochaczew                  | 10:48       | 0:52                             | 12:10            | 13:55             | 29:13          | 0:43          | 6:39         | —               | 63:8          | 6:28            |
| Pogoń Siedlce                    | 8:40        | 3:36                             | 12:20            | 8:15              | 12:24          | 10:19         | 19:19        | 0:9 (wo)        | —             | 0:51            |
| Posnania Poznań                  | 18:22       | 36:21                            | 48:7             | 20:15             | 62:17          | 9:18          | 40:10        | 49:8            | 64:12         | —               |

Tabela po pierwszej fazie (na zielono wiersze z drużynami, które awansowały do fazy finałowej):
| Pozycja | Drużyna                          | Mecze | Punkty razem | Bilans punktów |
| ------- | -------------------------------- | ----- | ------------ | -------------- |
| 1       | Blachy Pruszyński Budowlani Łódź | 18    | 49           | 676:169        |
| 2       | Folc AZS Warszawa                | 18    | 47           | 636:231        |
| 3       | Arka Gdynia                      | 18    | 46           | 569:216        |
| 4       | Posnania Poznań                  | 18    | 44           | 636:282        |
| 5       | Lechia Gdańsk                    | 18    | 40           | 490:265        |
| 6       | Orkan Sochaczew                  | 18    | 30           | 219:615        |
| 7       | Juvenia Kraków                   | 18    | 30           | 297:587        |
| 8       | Ogniwo Sopot                     | 18    | 29           | 275:552        |
| 9       | Budowlani Lublin                 | 18    | 26           | 227:574        |
| 10      | Pogoń Siedlce                    | 18    | 18           | 114:678        |

### Druga faza
Mecz o trzecie miejsce:
|                                                            | Arka Gdynia                     | 19:22(14:10) | Posnania Poznań | Gdynia Sędzia: Leszek Kościelniak |
| Serhij Harkawyj 9, Wojciech Ruszkiewicz 5, Mariusz Motyl 5 | Jurij Buchało 17, Piotr Korek 5 | 19:22(14:10) |                 | Gdynia Sędzia: Leszek Kościelniak |
| Paweł Denisiuk · Konrad Chromiński                         | Paweł Najdek                    | 19:22(14:10) |                 | Gdynia Sędzia: Leszek Kościelniak |

Finał:
|                                                               | Blachy Pruszyński Budowlani Łódź                   | 28:24(16:12) | Folc AZS Warszawa | Łódź Widzów: ok. 4000 Sędzia: Eric Gauzins |
| Tomasz Grodecki 18, Maciej Pabjańczyk 5, Maciej Maciejewski 5 | Adam Pałyska 14, Patryk Szwarc 5, Mariusz Liedel 5 | 28:24(16:12) |                   | Łódź Widzów: ok. 4000 Sędzia: Eric Gauzins |

## Klasyfikacja końcowa
Klasyfikacja końcowa ligi (na czerwono wiersz z drużyną, która spadła do II ligi, na żółto z drużyną, która miała zagrać w barażu o utrzymanie):
| Pozycja | Drużyna                          |
| ------- | -------------------------------- |
| 1       | Blachy Pruszyński Budowlani Łódź |
| 2       | Folc AZS Warszawa                |
| 3       | Posnania Poznań                  |
| 4       | Arka Gdynia                      |
| 5       | Lechia Gdańsk                    |
| 6       | Orkan Sochaczew                  |
| 7       | Juvenia Kraków                   |
| 8       | Ogniwo Sopot                     |
| 9       | Budowlani Lublin                 |
| 10      | Pogoń Siedlce                    |

## II liga
Równolegle z rozgrywkami I ligi odbywała się rywalizacja w II lidze. Wzięło w niej udział osiem drużyn, a podzielono ja na dwie fazy. W pierwszej drużyny podzielono na dwie grupy liczące po cztery drużyny: północną i centralno-południową. Drużyny rozgrywały mecze zgodnie z zasadą każdy z każdym, mecz i rewanż. W drugiej fazie rozegrano dwumecze półfinałowe, w których zmierzyli się zwycięzca grupy północnej z drugą drużyną grupy południowo-centralnej oraz zwycięzca grupy południowo-centralnej i druga drużyna grupy północnej. Zwycięzcy półfinału spotkali się w finale, którego zwycięzca zdobył awans do I ligi, a przegrany prawo do gry w barażu z dziewiątą drużyną I ligi.
Tabela końcowa II ligi (na zielono wiersz z drużyną, która awansowała do I ligi, na żółto z drużyną, która awansowała do barażu):
| Pozycja | Drużyna                |
| ------- | ---------------------- |
| 1       | Skra Warszawa          |
| 2       | WMPD Olsztyn           |
| 3       | AZS AWFiS Gdańsk       |
| 3       | Czarni Pruszcz Gdański |
| 5       | Arka II Gdynia         |
| 5       | Biało-Czarni Nowy Sącz |
| 5       | Chaos Poznań           |
| 5       | Arka Rumia             |

## Baraż o I ligę
Baraż pomiędzy dziewiątym zespołem I ligi i drugim zespołem II ligi nie odbył się – z udziału w nim zrezygnował drugoligowy WMPD Olsztyn, dzięki czemu w I lidze bez walki utrzymali się Budowlani Lublin.

## Inne rozgrywki
W finale Pucharu Polski Lechia Gdańsk pokonała Folc AZS Warszawa 27:24. W mistrzostwach Polski juniorów zwycięstwo odniósł AZS AWF Warszawa, a wśród kadetów Orkan Sochaczew.